# Roger Cicero
Roger Marcel Cicero Ciceu (Berlijn, 6 juli 1970 – Hamburg, 24 maart 2016) was een Duitse jazzmuzikant.

## Levensloop
Cicero werd geboren in Berlijn. Hij was de zoon van de Roemeense jazzpianist Eugen Cicero (1940-1997). Zijn moeder Lili Cziczeo was danseres. Zijn eerste optreden was op elfjarige leeftijd: hij begeleidde de Duitse zangeres Helen Vita. Als zestienjarige verscheen hij voor de eerste keer op televisie, samen met het RIAS-Tanzorchester, dat destijds onder leiding van Horst Jankowski stond. Van 1991 tot 1996 studeerde hij jazz-zang aan het Hilversums Conservatorium (later AHK). Later trad hij met zijn bigband op. Hoewel zijn muziek beïnvloed is door de oude jazz, sprak hij vooral jongeren aan als gevolg van zijn Duitstalige teksten, die nauw aansloten bij hun belevingswereld. In 2006 verscheen zijn eerste soloalbum, Männersachen, dat de derde plaats in de Duitse hitlijsten behaalde. Op 12 mei 2007 deed Cicero mee aan het Eurovisiesongfestival 2007, waar hij Duitsland vertegenwoordigde met Frauen regier’n die Welt (Vrouwen regeren over de wereld). Daarmee behaalde hij de 19e plaats (van de 24). In 2007 verscheen zijn cd Beziehungsweise.
Cicero zette zich in voor de organisatie Save the Children, vooral voor projecten in Roemenië, het vaderland van zijn vader. Ten behoeve hiervan veilde hij in april 2008 zijn auto op eBay. Hij zette zich ook in voor het intellectueel eigendom. Samen met 200 andere kunstenaars ondertekende hij een open brief aan bondskanselier Angela Merkel waarin haar werd gevraagd aandacht te besteden aan de bestrijding van valse kopieën.
Op 29 maart 2016 werd publiekelijk bekend dat hij op 24 maart 2016 was overleden aan de gevolgen van een beroerte.

## Filmografie
Films:
- 2009: Hilde
- 2009: Küss den Frosch (Duitse nasynchronisatie van prins Naveen)
- 2012: Durch die Nacht mit … Roger Cicero und Robert Davi (Arte-documentaire film)
- 2018: Roger Cicero – Ein Leben für die Musik (NDR-documentaire film)
- 2022: Cicero – Zwei Leben, eine Bühne

Gastoptredens:
- 2007: Fröhliche Weihnachten! – met Wolfgang & Anneliese
- 2013: Sesamstraße präsentiert Promisongs: Ernie & Bert en Roger Cicero
- 2014: Sing meinen Song – Das Tauschkonzert
- 2015: Großstadtrevier – Hals über Kopf

## Discografie

### Cd's
- 2003 · The Essence Of A Live Event (door Soulounge)
- 2004 · Home (door Soulounge)
- 2005 · There I go (door After Hours en Roger Cicero)
- 2006 · Good Morning Midnight (door Julia Hülsmann)
- 2006 · Männersachen
- 2007 · Beziehungsweise
- 2009 · Artgerecht
- 2009 · A Tribute to Die Fantastischen Vier, Song: Geboren
- 2011 · In diesem Moment
- 2014 · Was immer auch kommt
- 2015 · The Roger Cicero Jazz Experiment

### Dvd's
- 2007 · Männersachen – Live